# Симона
Симона (енгл. Simone) је научнофантастични комедијски филм из 2002. године, који је режирао Ендру Никол.

## Радња
За редитеља Виктора Таранског (Ал Паћино) долазе тешка времена. Позната глумица Никола (Винона Рајдер) одбија да заврши улогу у његовом новом филму, за који је заложио сву своју имовину. Није могуће завршити филм, јер ће Николини адвокати тужити ако виде бар један фрагмент са њеним учешћем. Директорка филмског студија (и бивша супруга Таранског) Елејн раскине уговор са њим, позивајући се на редитељеву непопустљивост и интегритет, због чега филмске звезде одбијају да сарађују са њим, а последњи филмови су пропали и нису били комерцијално успешни. Безнадежни Виктор упознаје бриљантног, смртно болесног програмера Хенка Алина, који му завештава дело последњих година свог живота - компјутерски програм који је први савршени виртуелни симулатор („S1mulation 0ne“). Уз помоћ програма, Тарански ствара виртуелну глумицу Симон (С1м0н) и, са мало наде за успех, завршава и пушта свој филм са њеним учешћем.
Појава Симоне изазива пометњу. Сви су задивљени глумачким подацима девојке - софтвер је омогућио Виктору да у њој комбинује таленат и изглед скоро свих изванредних глумица. Јавност је заинтригирана Симонином феноменалном тајновитошћу – не појављује се ни на каквим презентацијама или друштвеним догађајима, ретко даје интервјуе, радије комуницира са новинарима путем телеконференције или интернета. Виктор даје све од себе да убеди публику у стварно постојање глумице, користећи како техничка средства (монтирани преноси уживо, холограми, фотомонтаже) тако и лутке. Врхунац подвале је Симонин концерт на стадиону од 100.000 места у Лос Анђелесу, након чега су чак и новинари који су прогонили Виктора уверени у стварност глумице.
Симонина каријера је у зениту - осваја Оскара за најбољу глумицу. На церемонији Виктор схвата да је и сам практично нестао у виртуелној слици. Поред тога, постојање Симоне угрожава Викторову личну срећу - он се потајно нада да ће му се бивша жена вратити. Међутим, Елејн је сигурна да постоји афера између Виктора и Симоне и не жели да се меша међу њих. Схвативши то, Виктор одлучује да уништи слику коју је створио. Али скандалозне несташлуке Симоне које је он поставио и снимање у уметничким филмовима само подижу њену популарност. Тарански посећује Хенков гроб и дели своје страхове са покојним програмером, где га изненада погађа бриљантно једноставна идеја о могућности логичног завршетка креативног и животног пута његовог стваралаштва.
Виктор имитира трагичну смрт Симоне уништавајући све податке повезане са њом са хард диска и утапа све дигиталне медије у океану. Међутим, он завршава у затвору под оптужбом за убиство националне миљенице, где му се излажу прави докази. Сви Викторови покушаји да убеди полицију да Симон никада није постојала испали су неуспешни. Само му његова прерано рођена ћерка Лејни верује. Након што је продрла у компјутер свог оца, она враћа избрисане податке и „васкрсава“ Симон. Супруга и ћерка убеђују Виктора да не вреди покушавати наметати истину јавности - можда неће преживети ово. Прича о смрти се игра као успешан ПР потез. Симон и Виктор су „родили“ исто виртуелно дете. Публика чека наставак.

## Улоге
| Глумац            | Улога                   |
| ----------------- | ----------------------- |
| Ал Пачино         | Виктор Тарански         |
| Катрин Кинер      | Илејн Кристијан         |
| Еван Рејчел Вуд   | Лејни Кристијан         |
| Рејчел Робертс    | Симона                  |
| Винона Рајдер     | Никола Андерс           |
| Џеј Мор           | Хал Синклер             |
| Пруит Тејлор Винс | Макс Сејер              |
| Џејсон Шварцман   | Милктон                 |
| Елајас Котијас    | Хенк Алино (непотписан) |
| Ребека Ромејн     | Фејт (непотписана)      |

## Зарада
- Зарада у САД - 9.688.676 $
- Зарада у иностранству - 9.887.347 $
- Зарада у свету - 19.576.023 $